# (352) Gisela
(352) Gisela és un asteroide que forma part del cinturó d'asteroides descobert el 12 de gener de 1893 per Maximilian Franz Wolf des de l'observatori de Heidelberg-Königstuhl, Alemanya.
Està anomenat en honor de Gisela Wolf, esposa del descobridor.
Gisela forma part de la família asteroidal de Flora.